# Komariči
Komariči è una cittadina della Russia europea occidentale, situata nella oblast' di Brjansk. È dipendente amministrativamente dal rajon Komaričskij, del quale è il capoluogo amministrativo.
Sorge nella parte meridionale della oblast' presso il confine con la oblast' di Orël, 106 chilometri a sud di Brjansk, lungo la linea ferroviaria che collega quest'ultima città con L'gov.